# Pare d'orfes
El pare d'orfes era una figura jurídica dels Països Catalans a la baixa edat mitjana i a l'edat moderna. El mot "orfe" assenyalava una persona desvalguda. Va ser un càrrec de molta importància a València, on des de l'any 1337 era la persona que en un judici i la precedent investigació judicial defensava i protegia als presos que no tenien ningú que els defensés. Participava en els judicis junt amb les figures del jutge i del fiscal, sent l'equivalent a l'actual advocat defensor pagat per l'Estat. A Lleida, l'any 1535 hom va encomanar un advocat amb les funcions del pare d'orfes, i el va anomenar advocat dels pobres. A Castelló en aquest segle se li deia pare de brivons.
Al segle xvii, aquesta persona amb funcions jurídiques i en altres àmbits existia a àmbits urbans de València, Aragó i Navarra; mentre que en altres llocs s'ocupaven d'aquestes missions el corredor de mossos, l'acomodadora de mosses o l'agutzil de vagabunds. També existia a les Balears i al Principat.
El pare d'orfes era un càrrec creat per l'ajuntament d'una ciutat per tal de protegir el servei domèstic, emparar i controlar els aprenents d'oficis i perseguir ganduls i captaires. Les funcions exactes podien variar amb l'època i d'una ciutat a una altra, per exemple a Lleida podia incloure funcions de recerca de treball per als desocupats i beneficència, però a l'edat mitjana havia estat creat per a recollir els orfes i expulsar tots els captaires, alcavotes, blasfems i persones sospitoses. A Aragó, al segle xvii era un ofici que per llei era incompatible amb els oficis d'administrador, escrivà de guardes, racional, clavari i mostassaf. Al segle xvii, a València, tant el pare d'orfes com el tutor podien intervenir als contractes laborals de les dones òrfenes menors d'edat. També, en un 90% dels casos, s'encarregaven de taxar el treball prestat per les criades, òrfenes o no, als amos i estipular la roba i diners que havien de percebre com a guany per aquest treball.
Durant el primer terç del segle xx a Catalunya, el pare d'orfes recollia els orfes, els donava un ofici, els col·locava i s'ocupava dels salaris que havien de percebre, entre altres responsabilitats envers ells.